# Almond Chu
 (mars 2009).
Si vous disposez d'ouvrages ou d'articles de référence ou si vous connaissez des sites web de qualité traitant du thème abordé ici, merci de compléter l'article en donnant les références utiles à sa vérifiabilité et en les liant à la section « Notes et références ».
Pour les articles homonymes, voir Chu.
Almond Chu (en chinois 朱德華) né à Hong Kong en 1962 est un artiste et photographe contemporain hongkongais, célèbre pour ses séries en noir et blanc et pour sa série conceptuelles Parades figurant des manifestations situées dans des lieux symboliques de l’histoire et de la société hongkongaises.

## Biographie
Diplômé de l'École de photographie de Tokyo en 1986, Almond Chu retourne s'installer à Hong Kong en 1993 où il ouvre son propre studio. 
En 1993 ses travaux sont récompensés de l'Agfa Fellowship Young Photographer Award par l’Asian Cultural Council.
Ses photographies sont  exposées en Allemagne, en Italie, au Danemark, au Canada, en Russie, au Japon, en Chine et à Hong Kong, à Singapour, en Nouvelle-Zélande, et ont fait l'objet de multiples publications.
Les œuvres d'Almond Chu sont collectionnées par le Musée d'Art de Hong Kong, le Hong Kong Heritage Museum, Musée du Guangdong, le Musée de l'Université de Hong Kong, le Galerie OCT Art & Design à Shenzhen, le Galerie Osage, la Galerie Lumenvisum, la Fondation Lee Hysan, Deutsche Bank, l'Hotel Peninsula à Hong Kong , le Mandarin Oriental Hotel à Taipei, l'Hotel LKF, New World Development Co Ltd, Cathay Pacific Airways, Agfa-Gavert (HK) Ltd et par de nombreux collectionneurs privés.

## SérieParade
Jusqu’alors principalement connu pour ses photographies en noir et blanc développées en chambre noire, Almond Chu initie en 1997, année de la rétrocession de Hong Kong à la Chine, une série très contemporaine, Parade. Conçue à la suite d’une commande du Musée de l’Héritage, Parade met en scène un même personnage multiplié, dont la répétition forme le corps d’une manifestation imaginaire toujours située dans un lieu chargé de sens sur le plan historique ou sociétal, que ce soit le siège du gouvernement ou le magasin Apple. Depuis 1997, l’artiste développe cette série et sa galeriste à Hong Kong l’encourage à créer une œuvre dédiée à l’évènement des parapluies dans la ligne de son témoignage historique et existentiel pour l’exposer en septembre 2015. Cette série conceptuelle et très contemporaine couronne un travail de quatorze ans de questionnement sur la société hongkongaise et ses mutations depuis sa rétrocession à la Chine. 

## Sélection d'expositions personnelles
Sélection d'expositions personnelles  :
1987 : Objet Isolé, The Fringe Club, Hong Kong

1990 : Portraits, Galerie Le Cadre, Hong Kong

1993 : Portrait de Vie avec le sculpteur Antonio Mak, Hong Kong Arts Centre, Hong Kong

1994 : 
- Portraits d'Almond Chu – Artistes asiatiques à New York, Agfa Gallery à l’Institut Goethe, Hong Kong
- Cercles de Couleurs avec le sculpteur Yin Peet, Académie de Hong Kong pour les arts de la performance, Hong Kong

1998 : Existence + Révélation, Para/Site Art Space, Hong Kong

1999 : Life Still, OP Fotogallery, Hong Kong

2000:
- Traces, Wurth-Gallery à l’Institut Goethe, Hong Kong
- Life Still, LeeFotogallery, Toronto, Canada

2001 : Nudes & Flowers: Viva Forma, Fotogalerie Central et Galerie Montblanc au Fringe Club, Hong Kong.

2002 : Body Work, Fluid Living, Toronto, Canada

2003 : Instant Pasionné, Taikoo Place, Hong Kong

2008 : 
- Falling Poetry (installation vidéo avec Ann Mak), Lee Hysan Concert Hall, Université chinoise de Hong Kong, Hong Kong
- Wet Wet Kids - Cosplay Generation, Shanghai Street Artspace, Hong Kong

2009 : Flashes of Life, Fringe Club, Hong Kong

2012 : Futur et Passé – Autoportrait par Almond Chu, Galerie Lumenvisum, Hong Kong

2013 :
- The Bribe with White Hair, Fabricated Mortals, Festival International de la Photographie de Dali, Chine.
- The Urbanites, Prosperity Tower, Hong Kong.

## Sélection d'expositions collectives
1993 :
- L’Anatomie d’un Sandwitch, exposition mobile, Hong Kong Arts Festival, Hong Kong
- Visions, Lan Kwai Fong, Hong Kong
- Arts In June, Hong Kong Cultural Centre, Hong Kong

1994:
- Photographie contemporaine de Chine : Hong Kong et Taïwan, Hong Kong Arts Festival, Hong Kong Arts Centre, Hong Kong
- City Colors, Université municipale de Hong Kong, Hong Kong
- Hong Kong-Sydney-Hong Kong, The Fringe Club, Hong Kong

1995:
- Kina Kina Kina – Moderne Fotografi fra Kina, Hong Kong og Taiwan, Scandinavian Center Aarhus, Danemark
- APA Japan Photo Biennale, Musée d'Ueno, Tokyo, Japon
- Polaroid Experience Of Visual Art, Galerie Printz, Pacific Place, Hong Kong
- Phallic Contemporary Art, The Fringe Club, Hong Kong

1996:
- Nouvelle Chine Nouvelle-Zélande, Festival International des Arts de Nouvelle-Zélande, Wellington, Nouvelle-Zélande
- New Images From Hong Kong, Tower Gallery, Yokohama, Japon
- Galerie Printz, Kyoto, Japon
- Galerie Artium, Fukuoka, Japon

1997 :
- Hong Kong Handover Art Exhibition, Convention & Exhibition Centre, Hong Kong
- Nude Quartet, Galerie Martini, Hong Kong
- Forty OP Editions Prints, The Fringe Club, Hong Kong

1998 : 
- Eye On The Fringe, Fringe Festival, The Fringe Club, Hong Kong
- On Hong Kong, Fringe Festival, City Hall, Hong Kong
- OP Editions Prints, Galerie Printz, Kyoto, Japon

1999:
- Big Act In Oil Street, Forma GSD, Oil Street, Hong Kong
- Too Much, Too Little, 1a Space, Hong Kong

2000:
- Bodywork, avec Araki Nobuyoshi, Evangelo Costadimas, Mamoru Horiguchi & Paul Sabol,Lee Fotogallery, Toronto, Canada
- Salon d’Hiver III, Galerie Martini, Hong Kong
- Exposition temporaire, Shatin Town Hall, Hong Kong

2001: 
- Paella, Galerie Lee Ka-sing, Toronto, Canada
- Art Window, Bodyshop, Hong Kong
- Bundles Of Paper, Galerie John Batten, Hong Kong
- Snap Shot, Galerie e-Art, Hong Kong

2002:
- Foire Internationale d'Art Contemporain de Toronto, Toronto, Canada
- Exposition annuelle de Hong Kong, Institute of Professional Photographers, Bibliothèque de Canton, Canton, Chine

2003:
- The 7th International Art Fair, Jockey Club Auditorium, Université polytechnique de Hong Kong
- Art Mart, 1/5 Bar & Para/Site Art Space, Hong Kong

2004:
- International Symposium of Art and Aesthetic, Art & Exhibition Hall of Deutschland, Bonn, Germany
- Toronto Alternative Art Fair International, Drake Hotel, Toronto, Canada
- Building Hong Kong Redwhiteblue, Musée de l'Héritage de Hong Kong, Hong Kong
- Dislocation Re-launch Exhibition, Lee Ka-sing Gallery, Toronto, Canada

2005:
- Hong Kong Art Biennial, Musée d'Art de Hong Kong, Hong Kong
- Hong Kong Four-Cast, Musée et Galerie de l'Université, Université de Hong Kong, Hong Kong
- Walk Don't Run, 1a Space, Hong Kong

2006:  Hong Kong Four-Cast, Musée d'Art du Guangdong, Canton, Chine

2007:
- Camera Inside-out, Musée de l'Héritage de Hong Kong, Hong Kong
- Hong Kong Institute of Professional Photographers Asia Photo Awards Exhibition, 798 Photo Gallery, Pékin, Chine
- Eslite Vision, Eslite Bookshop, Taipei, Taiwan
- Bibliothèque Nationale, Singapour
- Club Militaire de Macao, Macao

2007: Portraits : Camera Inside-out, Musée de l’Héritage de Hong Kong, Hong Kong

2008:
- Imaging Hong Kong, Hong Kong Central Library, Hong Kong
- ARTSingapore, SUNTEC, Singapour
- Festival dell'ARTE, Carrera, Italie
- Lianzhou International Photo Festival, Lianzhou, Chine
- Chinese Photographers Association International Photo Exhibition, Great Hall of the People, Pékin, Chine
- MegARTstore, Musée de l'Héritage de Hong Kong, Hong Kong

2010:
- Photo Vernissage Trend, Central Exhibition Hall Manege, Saint-Pétersbourg, Russie
- Legacy and Creations - Art vs Art, Musée d'Art contemporain de Shanghai, Shanghai, Chine
- City Flaneur, Musée de l'Héritage de Hong Kong, Hong Kong
- Nouvelle Vision, Nouvelles Couleurs, Musée d'Art de Hong Kong, Hong Kong
- Magnificent Images, OCT Art & Design Gallery, Shenzhen, Chine
- Hong Kong,City, Times Square, Shanghai, Chine
- Jinan International Photography Biennale, Jinan, Chine

2011: 
- Brand New Perspectives, Hong Kong International Art Fair, Hong Kong
- Legacy And Creations - Art Vs Art, Musée d'Art de Hong Kong, Hong Kong
- Utopie Urbaine, Deutsche Bank, Hong Kong

2012: 
- Arezzo & Fotographia Biennale, Arezzo, Italie
- Different Dimension - The International Festival of Contemporary Photography, Musée d'Art de Novossibirsk, Novossibirsk, Russie
- Beyond the Portrait, Musée de l'Héritage de Hong Kong, Hong Kong
- Face, Manomentr Gallery, Moscou, Russie

2013:	
- City Confusion I, Pingyao International Photography Festival, Cité antique de Pingyao, Chine
- Série 'Parade : Festival international de la Photographie de Pingyao, Cité antique de Pingyao, Chine.
- Face, SFA Galleries, Nacogdoches, Texas, USA
- Printemps, avec with Daido Moriyama, Araki Nobuyoshi, Erwin Olaf, etc., AO Vertical Art Space, Hong Kong
- On Hong Kong, Photohub Manometr, Moscou, Russie

2014 :
- Face, Musée d'art de Samara, Russie.
- Prudential Eye Awards Exhibition, Suntec City, Singapour.
- City Confusion II, Pingyao International Photography Festival, Cité antique de Pingyao, Chine

2015 : City of Ruins and Artificial Landscapes, Galerie Nationale de la Tapisserie, Beauvais, France 

2016:  
- A Permanent Instant, Blindspot Gallery, Hong Kong [5]
- Série Parades, La Galerie, Hong Kong [6]